# Melosperma andicola
Melosperma andicola är en grobladsväxtart som beskrevs av George Bentham. Melosperma andicola ingår i släktet Melosperma och familjen grobladsväxter. Inga underarter finns listade i Catalogue of Life.